# Jeroen Zoet
Jeroen Zoet (Veendam, 6 de janeiro de 1991) é um futebolista neerlandês que atua como goleiro. Atualmente, joga no AZ Alkmaar.

## Estatísticas

### Seleção Neerlandesa
Expanda a caixa de informações para conferir todos os jogos deste jogador, pela sua seleção nacional.
Seleção Principal
|    | Data                  | Local                       | Resultado | Adversário  | Gol(s) | Competição      |
| -- | --------------------- | --------------------------- | --------- | ----------- | ------ | --------------- |
| 1. | 10 de outubro de 2015 | Amsterdam Arena, Amesterdam | 3–1       | Cazaquistão | 0      | Elim. Euro 2016 |
| 2. | 13 de outubro de 2015 | Laugardalsvöllur, Reykjavík | 0–2       | Islândia    | 0      | Elim. Euro 2016 |
| 3. | 29 de março de 2016   | Estádio de Wembley, Londres | 2–1       | Inglaterra  | 0      | Amistoso        |
| 4. | 4 de junho de 2016    | Ernst-Happel-Stadion, Viena | 2–0       | Áustria     | 0      | Amistoso        |
| 5. | 1 de setembro de 2016 | Philips Stadion, Eindhoven  | 1–2       | Grécia      | 0      | Amistoso        |

## Títulos
PSV Eindhoven
- Campeonato Neerlandês: 2014–15, 2015–16, 2017–18
- Supercopa dos Países Baixos: 2015, 2016